# L'eredità della vipera
L'eredità della vipera (Inherit the Viper) è un film del 2019 diretto da Anthony Jerjen al suo debutto alla regia.
È interpretato da Josh Hartnett, Margarita Levieva, Chandler Riggs, Bruce Dern, Valorie Curry, Owen Teague e Dash Mihok. Il film è presentato in anteprima mondiale al Zurich Film Festival del 2019.

## Trama
Dopo la morte del padre, i tre fratelli Kip, Losie e Boots Conley iniziano a spacciare droga per procurarsi il denaro per vivere. Scopriranno loro malgrado di essere entrati in un mondo molto violento e pericoloso.

## Produzione
Nel novembre 2017 venne annunciato che Josh Hartnett e Margarita Levieva si erano uniti al cast del film, diretto da Anthony Jerjen da una sceneggiatura scritta da Anthony Crabtree. Michel Merkt e Benito Mueller avrebbero prodotto il film, mentre Wolfgang Mueller avrebbe lavorato come produttore esecutivo con il loro banner Barry Films. Nel dicembre 2017, Bruce Dern, Owen Teague, Valorie Curry, Chandler Riggs e Dash Mihok si sono uniti al cast del film.
Le riprese sono iniziate a dicembre 2017.

## Distribuzione
In Italia il film è arrivato nel 2021 direttamente in DVD edito dalla Eagle Pictures.